# Fred Fortin
 (juin 2024).
Pour les articles homonymes, voir Fortin.
Ne doit pas être confondu avec Fred Faurtin.
Fred Fortin (né Joseph Antoine Frédéric Fortin Perron le 15 mai 1971 à Dolbeau-Mistassini) est un auteur-compositeur-interprète et multi-instrumentiste québécois.

## Biographie
Fred Fortin grandit à Saint-Prime, dans la région du Lac-Saint-Jean. En 1991, il complète un DEC en musique du Cégep de Saint-Laurent. Il est découvert au milieu des années 1990 par le chanteur du groupe québécois Les Colocs, André Fortin, avec qu’il n’a aucun lien de parenté.
À l'été 1996, Fred Fortin commence l'enregistrement de son premier album, Joseph Antoine Frédéric Fortin Perron, dans un chalet du Lac-Etchemin. Quelques chansons font une timide percée à la radio (Portrait d'un OVNI, Moisi moé'ssi) mais l'ensemble est jugé trop éclaté pour les radios commerciales[réf. souhaitée]. S'ensuit une série d'albums et de projets parallèles qui assureront à Fred Fortin, près d'une dizaine d'années plus tard, une reconnaissance critique et un succès d'estime considérable, particulièrement pour son disque Planter le décor, paru en 2004.
En 1998, Fortin se retire au Lac-Saint-Jean et lance le projet Gros Mené en compagnie du guitariste René Lussier. Gros Mené ne présentera qu'un seul spectacle dans cette région avant que Fortin n'entre en studio, dans un chalet de Saint-Félicien, mais plutôt avec Olivier Langevin comme guitariste. L'enregistrement du premier disque de Gros Mené marque le début de la collaboration entre ces deux musiciens. Outre Langevin, on retrouve dans Gros Mené l'ancien batteur des Colocs, Michel Dufour, et Pierre Bouchard, également batteur, mais qui ne jouera de son instrument que sur moins de la moitié des pièces du disque. Néanmoins, ce dernier donne son nom à l'album, intitulé Tue ce drum Pierre Bouchard, qui parait le 6 avril 1999 et qui devient le premier enregistrement du nouveau label indépendant La Tribu.
Parmi les autres projets de Fred Fortin, on compte Galaxie, anciennement Galaxie 500. Galaxie est un projet piloté par Olivier Langevin et dont Fred Fortin est membre. Il a d'abord été guitariste, ensuite batteur puis plus récemment bassiste.
Il a aussi contribué à ramener à l'avant-plan le chanteur Réal V. Benoit, disparu de la scène pendant 25 ans.
En 2006, il devient batteur des Breastfeeders.
À l'automne 2008, il réalise l'album Trois petits tours de Thomas Fersen. Lors de la tournée, il a tenu la basse et chanté dans le groupe de Thomas Fersen lors des concerts aux Folies Bergère (28 novembre 2008). Il est également possible que Fortin se produise en formule homme-orchestre lors des premières parties de la tournée. Le groupe de Thomas compte également dans ses rangs le batteur québécois Justin Allard (Les Colocs, Stefie Shock, Dumas), qui joue aussi sur Trois petits tours.
En 2011, le metteur en scène et comédien Antoine Laprise lui consacre un documentaire, La Bête volumineuse. Il revient en 2012 avec le groupe Gros Mené et propose Agnus Dei.
En 2016, il lance Ultramarr qui lui vaudra une longue liste du prix Polaris et une nomination au Premier gala de l'ADISQ pour album alternatif de l'année. En 2019, il lance un album-surprise, Microdose. 
En 2022, il revient avec son projet Gros Mené et propose Pax Bonum qui remportera le prix de l'album rock de l'année au GAMIQ 2022.

## Discographie

### Avec Gros Mené
- 1999 : Tue ce drum Pierre Bouchard
- 2012 : Agnus Dei
- 2022 : Pax et Bonum

### AvecGalaxie
- 2006 : Le Temps au point mort
- 2011 : Tigre et Diesel
- 2015 : Zulu
- 2018 : Super Lynx Deluxe
- 2024 : À demain peut-être

### Autres réalisations
- 1998 : musicien et coréalisation sur l'album Le Chihuahua de Mara Tremblay.
- 1999 : musicien de la trame sonore du film Full Blast.
- 2002 : musicien - "Large ensemble".
- 2004 : réalisation de l'album Courtepointes d'Arseniq 33.
- 2006 : voix et batterie sur Fred (Serge Blanc d'Amérique) de Mononc' Serge.
- 2006 : batterie sur Les Matins de grands soirs des Breastfeeders.
- 2007 : participation album Brûler le jour de Paul Cargnello.
- 2008 : réalisation de l'album Trois petits tours de Thomas Fersen[13].
- 2013 : musique originale du documentaire Playa coloniale de Martin Bureau et Luc Renaud (avec Olivier Langevin et Dan Thouin).
- 2014 - 2017: trame sonore de la série Les Beaux Malaises
- 2017 : Bowler Blues avec le Collectif Alex McMahon pour les FrancoFolies de Montréal[14].

## Récompenses
- Juillet 2000 : Prix Miroir de la chanson francophone auteur-compositeur, Festival d'été international de Québec.
- Mars 2001 : Prix Chanson, Gala des Mimi (Musiques indépendantes).
- Mars 2005 : Prix Feng Shui, Gala des Mimi (Musiques indépendantes).
- Octobre 2013 : Prix Felix, Gala de l'ADISQ (Album alternatif)[15].
- Octobre 2016 : Prix Félix, Gala de l'ADISQ (Auteur ou compositeur).